# Tarbutt and Tarbutt Additional
Tarbutt and Tarbutt Additional to gmina (ang. township) w Kanadzie, w prowincji Ontario, w dystrykcie Algoma.
Powierzchnia Tarbutt and Tarbutt Additional to 52,82 km². Według danych spisu powszechnego z roku 2001 Tarbutt and Tarbutt Additional liczy 466 mieszkańców (8,82 os./km²).